# Paradisanthus
Paradisanthus is een geslacht van orchideeën uit de onderfamilie Epidendroideae.
Het zijn middelgrote terrestrische planten van droge, open bossen en graslanden uit Brazilië, met kleine pseudobulben en een veelbloemige bloemtros met tientallen kleine groen-witte of geel-witte bloemen.

## Naamgeving en etymologie
De geslachtsnaam Paradisanthus is afkomstig van het Oudgriekse παράδεισος, paradeisos (paradijs) en ἄνθος, anthos (bloem), een verwijzing naar de (mogelijk wat overdreven) schoonheid van de bloemen.

## Kenmerken
Paradisanthus-soorten zijn middelgrote terrestrische planten, lijkend op Zygopetalum, maar kleiner, met kleine, korte pseudobulben, volledig omgeven door de bladscheden van afgevallen bladeren. De één of twee rechtopstaande bladeren zijn lijn- tot lancetvormig, glad, met drie dorsaal geribte nerven. De bloeiwijze is een veelbloemige tros op een lange, dunne, rechtopstaande, okselstandige, één of tweemaal vertakte bloemstengel, omhuld door bladscheden. De bloemen openen zich sequentieel in de loop van meerdere weken.

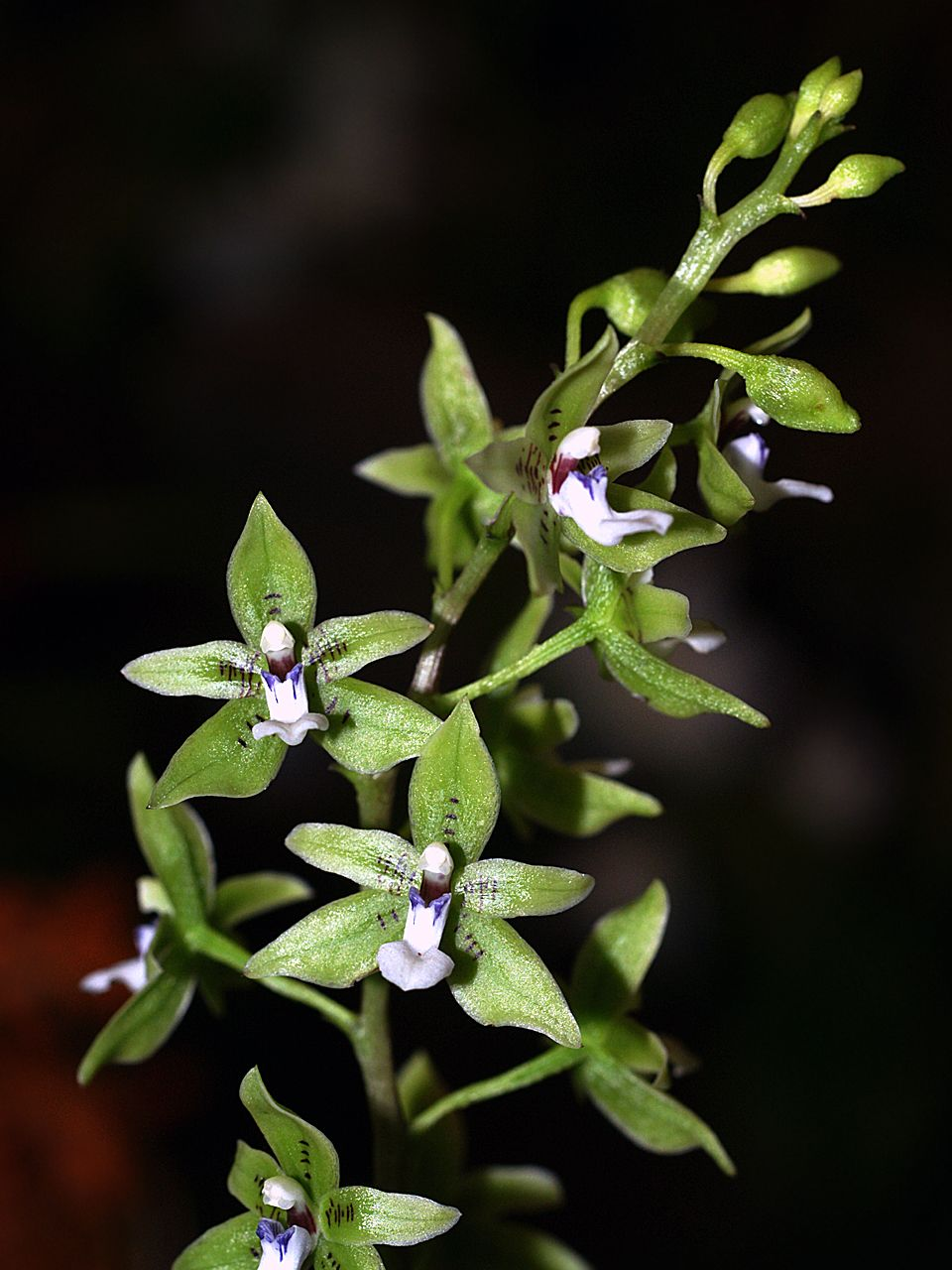
P. micranthus, bloeiwijze

De bloemen zijn klein, meestal groen- of geel en wit, met gelijkvormige, min of meer vlakke, puntige, elliptische kelk- en kroonbladen, de kelkbladen groter dan de kroonbladen. De bloemlip is aan de basis zakvormig, drielobbig, met korte, smalle oorvormige zijlobben en een kleine centrale callus. Het gynostemium is kort en fijn, met een verlengde voet, een eindstandige helmknop en twee paar wasachtige pollinia.

## Taxonomie
Paradisanthus zou volgens DNA-onderzoek uit 2005 door Whitten en anderen een polyfyletische groep zijn, die enkel samen met de geslachten Acacallis (nu Aganisia), Koellensteinia en Otostylis een monofyletische clade zou kunnen vormen.
Het geslacht omvat vier soorten. De typesoort is Paradisanthus bahiensis.

### Soorten
- Paradisanthus bahiensis Rchb.f. (1852)
- Paradisanthus micranthus (Barb.Rodr.) Schltr. (1918)
- Paradisanthus mosenii Rchb.f. (1881)
- Paradisanthus neglectus Schltr. (1918)